# Masreliez
Masreliez (uttal: márreljé) är en släkt, vars svenska gren stammar från den franska skulptören Jacques Adrien Masreliez (1717–1806) och hans båda söner
- Jean Baptiste Masreliez (1753–1801), skulptör
- Louis Masreliez (1748–1810), bildkonstnär

Några senare medlemmar av släkten är:
- Wilhelm August Masreliez (1834–1890), agronom och protokollssekreterare, sonson till Jean Baptiste
- Gustaf Masreliez (1880–1964), häradshövding, son till Wilhelm August
- Karl Vilhelm Masreliez (1875–1937), rådman, bror till Gustaf
- Erik Gustaf Masreliez (1912–1966), konsthandlare, son till Gustaf
- Nils Masreliez (1916–2000),[2] koncernöverläkare, son till Gustaf
- Curt Masreliez (1919–1976), skådespelare, kusinbarn till Gustaf och Karl
- Peter Erik Gustav Masreliez (1943-1986), marinofficer, son till Erik
- Jonas Peter Erik Masreliez (1972-), grafisk designer, son till Peter
- Vilhelm Masreliez, överläkare i diabetesteamet på Sachsska barnsjukhuset
- Wilhelm Louis Masreliez, övervaktmästare på Eriksdalshallen[3], S:t Eriksmedaljen 1969[4]

Det finns för närvarande (2010) 35 personer i Sverige med efternamnet Masreliez. Med svenskt namnbruk torde de alla vara släkt, dock ej nödvändigt på fädernet. Döttrar kan ha behållit sitt flicknamn eller tagit sin mors flicknamn. Släkten och namnets öden i Frankrike är inte känt.
Gravkoret nr 22 på Maria kyrkogård innehas av släkten Masreliez, men även ättlingar av släkten Luhr med flera finns begravda där.